# 艾沃尼托
艾沃尼托（西班牙語：Aibonito）是波多黎各的城鎮，位於該島中東部，始建於1824年3月13日，面積82平方公里，海拔高度731米，主要經濟活動有農業和工業，2010年人口25,901，人口密度每平方公里539人。

## 外部連結
- Welcome to Puerto Rico Aibonito （页面存档备份，存于）